# Kinney Lake
Kinney Lake is een meer gelegen in het Mount Robson Provincial Park in de provincie Brits-Columbia. Het meer is te bereiken via het 4,2 kilometer lange pad "Berg Lake Trail".